# Česká baseballová extraliga 2011
Česká baseballová extraliga v sezóně 2011 byla nejvyšší ligovou baseballovou soutěží v Česku v tomto roce. Extraligu vyhrál brněnský klub Technika Brno a prolomil tak letitou nadvládu týmu Draci Brno, který dominoval soutěži v předchozích šestnácti ročnících. Hráči Techniky porazili svého největšího rivala SK Draci Brno v ligovém finále 3:1 na zápasy. 

## Konečné pořadí
| Poř. | Tým                |
| ---- | ------------------ |
| 1.   | Technika Brno      |
| 2.   | Draci Brno         |
| 3.   | Kotlářka Praha     |
| 4.   | Eagles Praha       |
| 5.   | Arrows Ostrava     |
| 6.   | VSK Express Brno   |
| 7.   | Cardion Hroši Brno |
| 8.   | Skokani Olomouc    |

## Tabulka po základní části
| Poř. | Tým                | Záp. | V  | P  | Skóre   | Body |
| ---- | ------------------ | ---- | -- | -- | ------- | ---- |
| 1.   | Draci Brno         | 35   | 28 | 7  | 335:126 | 800  |
| 2.   | Kotlářka Praha     | 35   | 25 | 10 | 240:167 | 714  |
| 3.   | Technika Brno      | 35   | 22 | 13 | 252:197 | 629  |
| 4.   | Eagles Praha       | 35   | 20 | 15 | 201:209 | 571  |
| 5.   | Arrows Ostrava     | 35   | 17 | 18 | 222:232 | 486  |
| 6.   | VSK Express Brno   | 35   | 14 | 21 | 209:236 | 400  |
| 7.   | Skokani Olomouc    | 35   | 7  | 28 | 161:302 | 200  |
| 8.   | Cardion Hroši Brno | 35   | 7  | 28 | 143:294 | 200  |

## Play-off
|  | Semifinále | Semifinále     | Semifinále |  |  | Finále | Finále           | Finále |
|  |            |                |            |  |  |        |                  |        |
|  |            | Draci Brno     | 3          |  |  |        |                  |        |
|  |            | Eagles Praha   | 0          |  |  |        |                  |        |
|  |            |                |            |  |  |        | Technika Brno SK | 3      |
|  |            |                |            |  |  |        | Draci Brno       | 1      |
|  |            | Kotlářka Praha | 1          |  |  |        |                  |        |
|  |            | Technika Brno  | 3          |  |  |        |                  |        |

### Semifinále
Draci Brno - Eagles Praha 3:0 (4:3, 11:1, 7:1) 

Kotlářka Praha - VSK Technika Brno 1:3 (5:3, 2:3, 1:5, 3:15)

### Finále
Draci Brno - VSK Technika Brno 1:3 (2:1, 3:7, 7:8, 5:6)

## Baráž o extraligu
V baráži o účast v příštím ročníku České baseballové extraligy se utkaly  poslední dva týmy po nástavbové části proti dvěma finalistům druhé nejvyšší soutěže - Českomoravské ligy. Zatímco Hroši Brno extraligovou příslušnost  obhájili, Skokani Olomouc sestoupili po porážce s Olympií Blansko 2:3 v sérii.  

Cardion Hroši Brno - Sokol Hluboká nad Vltavou  3:1 (8:3, 9:1, 1:2, 8:4) 

Skokani Olomouc - TJ Olympia Blansko 2:3 (2:7, 5:0, 11:3, 0:2, 1:5)